# Феміністичний театр

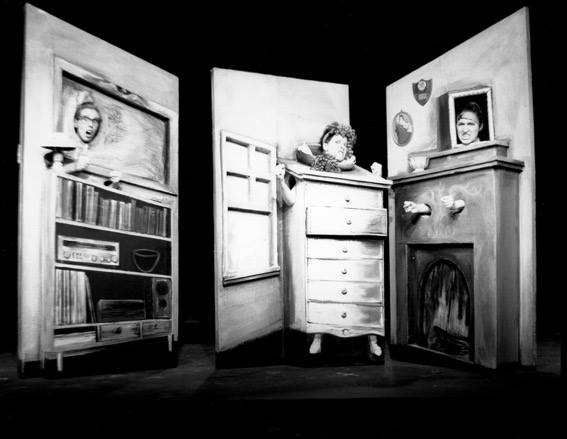
Фемтрупа (1980-ті) у виставі «Проти шпалер» (Up Against the Wallpaper)

Феміністичний театр (англ. Feminist theatre) — жанр феміністичного мистецтва, театр, основною темою якого є пережитий досвід жінок. Бере початок з Політичного театру 1970-х і розвивається досі.

## Історія
Різного типу жіночі театри з'являлися в 1970-80-х роках і були закцентовані на політичні та соціальні питання суспільства того часу.
Протягом 1970-х і 1980-х років феміністичний або жіночий театр був особливим, новим типом театру. Відтоді сам театральний жанр відкрився для жіночої перспективи. Деякі вважали, що більше не потрібно мати окремий жанр задля рівності статей. Однак, навіть при рівності, чоловічі ролі продовжують переважати жіночі в основному театрі, а ситуації та проблеми, з якими стикаються жінки, залишаються серйозними та недостатньо репрезентованими. На даний час існує велика кількість театрів, які є явно феміністськими, жіночими театрами, або визначають себе як включно з жіночої точки зору.

## Мінливість поняття
Феміністичний театр не має точного визначення, оскільки він про порушення меж та експерименти: "Історична п'єса, наукова фантастика, будь-який клас, будь-яка раса, експериментальний чи основний театр. Не існує формули феміністичної п'єси, тому що немає формули, як бути людиною, " — вважає драматург Кетрін Кастеллані.
У праці «Вступ до фемінізму і театру» (1985 р.) театрознавиця Елейн Астон розробляє теорію фемінстичного театру. Це збірка феміністичних критичних прийомів, теорій, політичних позицій, питань, досліджень та театральної практики. Вона базується на історії, практиці та теорії.
У передмові авторка акцентує увагу на книгах дослідниці С'ю Еллен-Кейс, яка першою написала про те, що фемінізм може принести нові напрямки у театр. Вона також була першою людиною, яка запропонувала давати критичну відповідь на будь-яку інформацію про фемінізм в театрі, що дає можливість глибшому аналізу. Праці Кейс важливі для того, щоб зрозуміти, що фемінізм в театрі мусив з'явитися саме у 70–80-их роках. Не раніше, оскільки проникнення в театр сталося після другої хвилі фемінізму, коли жінки почали виступати про появу свідомості стосовно домашніх та гендерних утисків.

## Глобальність
Жіночий рух призвів до появи феміністичного театру в США, в Англії та в інших частинах світу у 1970-х роках, і відтоді він продовжує залишатися глобальним жанром. Одним з найбільш ранніх феміністичних театрів в Англії була театральна трупа «Сфінкс» (спочатку її називали «Жіноча театральна група»). Інший театр в Аделаїді, який зародився в 1970-х, також називався «Жіночим театральним колективом».

## Виклики
Феміністський театр зіштовхується із внутрішніми та зовнішніми викликами, починаючи зі змінних значень слова «феміністичний». З моменту його виникнення з'явилися додаткові прямі виклики, пов'язані з фінансуванням, зворотним зв'язком з медіа та вмістом у існуючих театральних контекстах. Фемінізм третьої хвилі мав інші цілі та методи, ніж фемінізм другої хвилі (див. Історія фемінізму). Цілі феміністичного театру продовжують бути розмаїтими, включаючи дослідження соціальних несправедливості та нерівності для виявлення трансформаційних можливостей та рішень. Сьогодні гендерний привілей та упередженість продовжують бути предметом і викликом для феміністичного театру.